# Floridichthys polyommus
Floridichthys polyommus és una espècie de peix de la família dels ciprinodòntids i de l'ordre dels ciprinodontiformes.

## Morfologia
Els mascles poden assolir els 11 cm de longitud total.

## Distribució geogràfica
Es troba a Yucatán.